# Gyöngyhajú lány
Gyöngyhajú lány [ɟønɟhɑjuː laːɲ] ist ein Lied der ungarischen Rockband Omega, das 1969 auf dem Album 10000 lépés erschien. Das von Gábor Presser 1968 komponierte und von János Kóbor eingesungene Stück, das meist den Genres Beat oder Space Rock zugeordnet wird, ist das bekannteste Lied von Omega und zählt zu den bedeutendsten Werken der ungarischen Rockgeschichte.
Unter den Titeln Perlen im Haar und Pearls in her Hair erschienen Aufnahmen des Liedes mit Gesang in deutscher beziehungsweise englischer Sprache, die ebenfalls von János Kóbor eingesungen wurden. Bekannt wurden auch zahlreiche Coverversionen des Liedes, unter anderem die Stücke White Dove der Scorpions und New Slaves von Kanye West; in der DDR erlangte der Titel Schreib es mir in den Sand, interpretiert von Schlagersänger Frank Schöbel, Bekanntheit.

## Entstehung und Hintergründe

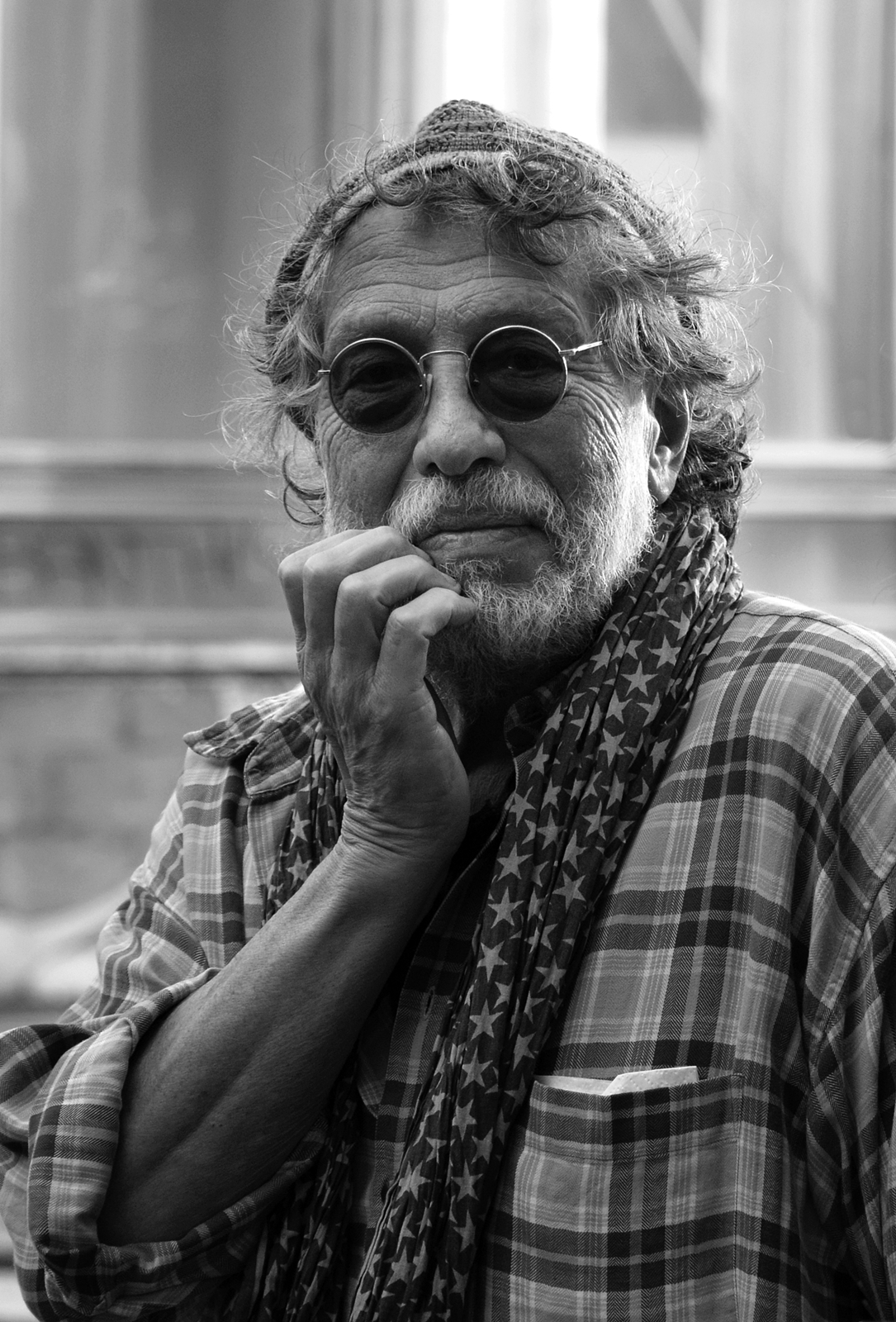
Gábor Presser, der Komponist des Stücks (2022)

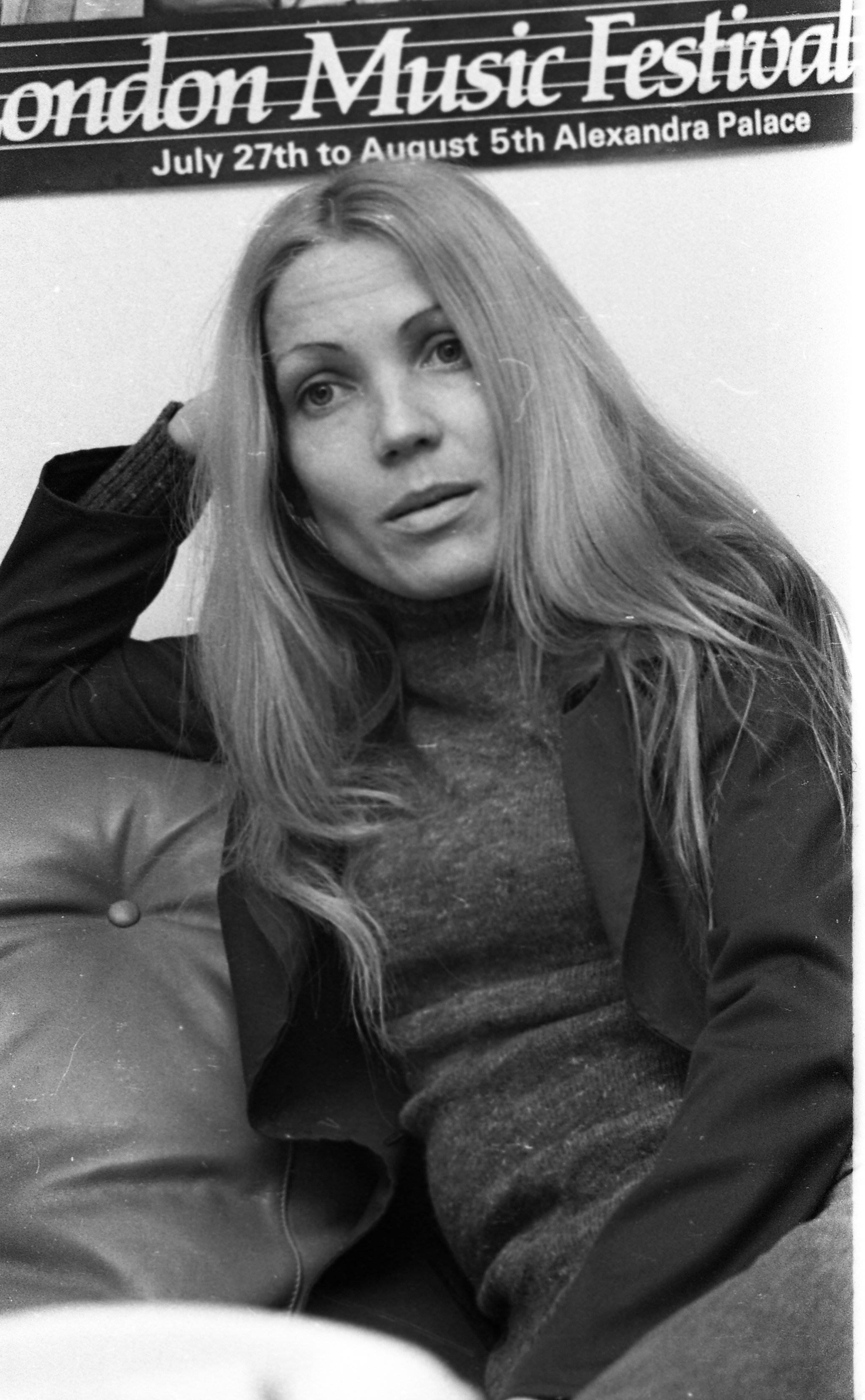
Anna Adamis schrieb den Text (Fotografie von Tamás Urbán, 1973)

Die Band Omega, die Anfang der 1960er-Jahre als Studentenband in Budapest entstanden war, spielte zunächst überwiegend als Coverband Titel wie Yellow Submarine, Eleanor Rigby, Little Man, Bend It, I Put A Spell On You oder No Milk Today. Der Erfolg war nicht auf Ungarn beschränkt und bescherte der Band 1967 eine Tournee durch England. Wieder in Ungarn, stieß der Komponist Gábor Presser zu Omega und die Band begann eigene Stücke aufzunehmen. Zusammen mit Anna Adamis, der Ehefrau des Omega-Schlagzeugers József Laux, die die Liedtexte schrieb, entstanden zwischen 1968 und 1970 die bekanntesten Werke von Omega, darunter auch Gyöngyhajú lány. Zuvor war es der Band bereits von Entscheidungsträgern des Kádár-Regimes erlaubt worden, Singles mit Texten in ungarischer Sprache zu veröffentlichen. Um eine Zensur zu vermeiden, gab Omega statt Adamis – der eigentlichen Liedtexterin – István S. Nagy als Textautor an, da er von behördlicher Seite als regimetreu eingestuft wurde.
1968 wurde die Band erneut von der British Trade Union of Musicans nach England eingeladen. Auf politischen Druck hin reiste jedoch letztlich die Band Illés nach Großbritannien. Auch eine Konzertreise nach Frankreich 1970 wurde der Band aus politischen Gründen verwehrt, obwohl Gyöngyhajú lány kurz davor stand, zum Sommerhit des Jahres 1970 zu avancieren; die Band spielte im Sommer stattdessen auf einer Veranstaltung in der südungarischen Kleinstadt Makó.
Nach Darstellung in den Werken Popular Music in Eastern Europe und A magyarock története wurde Omega im November 1970 erlaubt, auf dem Yamaha Music Festival in Tokio zu spielen, was in großer Beachtung für Gyöngyhajú lány gipfelte. Die Band gewann mit dem Titel den Grand Prix des Festivals und schloss einen Vertrag mit RCA Victor über die Veröffentlichung in Japan als Single; Gyöngyhajú lány erschien mit Petróleumlámpa als B-Seite. Das Musikmagazin Deutsche Mugge beschreibt davon abweichend, dass der Omega-Sänger Kóbor als Solist mit Gyöngyhajú lány auf dem Festival auftrat. Darüber hinaus wird berichtet, im Sommer 1970 habe es auch einen Auftritt mit Gönyghajú lány in der Diskothek Barbarela auf Mallorca gegeben.
Gyöngyhajú lány entwickelte sich zu einem „sehr populären Hit“ des Jahres 1970 und gilt als „größter Hit“ von Omega. Die Band konnte auf diesem Erfolg jedoch nicht aufbauen, was auf verschiedene Ursachen zurückgeführt wird. Zum einen war es der Band durch das sozialistische politische System in Ungarn nicht möglich, regelmäßig im nicht-sozialistischen Ausland aufzutreten, zum anderen fehlten die finanziellen Mittel für eine großangelegte Omega-Werbekampagne. Des Weiteren beherrschten die Musiker die englische Sprache nicht. Letztlich traten Gábor Presser und József Laux aus Omega aus, um im April 1971 die Band Locomotiv GT zu gründen.

## Etymologie
Der Titel Gyöngyhajú lány bedeutet wortwörtlich Perlhaariges Mädchen; in der deutschen Fassung des Liedes lautet der Titel Perlen im Haar.

## Veröffentlichung
Unter dem Titel Gyöngyhajú lány erschien das Lied 1969 erstmals in ungarischer Sprache auf dem bei Qualiton veröffentlichten Album 10000 lépés (Katalognummer SLPX 17400) als zweiter Titel nach Petróleumlámpa. Es wurde in Stereo aufgenommen, aber auch eine Mono-Platte wurde gepresst. 1970 erschien das Lied als 7-Zoll-Single bei Qualiton mit Petróleumlámpa als B-Seite; auch bei Pepita erschien die Platte, allerdings mit Petróleumlámpa als A-Seite und Gyöngyhajú lány als B-Seite. 1977 wurde die Single erneut gepresst und erschien abermals bei Pepita (Katalognummer SPS 70270).
Anfang der 1970er-Jahre reiste Omega in die DDR, wobei für den ostdeutschen Rundfunk die Aufnahme Perlen im Haar entstand, die allerdings erst 1997 auf dem bei Edition BARBArossa erschienenen digitalen Tonträger Das deutsche Album (Katalognummer EdBa 01367-2) veröffentlicht wurde. 2020 erschien eine Neuauflage des Albums beim Label Sechszehnzehn (Katalognummer BF 06972), die den Titel ebenfalls enthält.
Die erste englische Fassung mit dem Titel Pearls in her Hair entstand 1970 bei RCA Victor in Japan. Auf der Aufnahme sind Gábor Presser am Keyboard, József Laux am Schlagzeug und János Kóbor an der Gitarre zu hören; Letztgenannter sang den Titel ebenfalls ein. Die englische Textfassung schrieb Laux. Japanische Studiomusiker unterstützten bei der Aufnahme, die als Single auf 7-Zoll-Schallplatte erschien (Katalognummer 2026 S). Wie auch in der ungarischen Fassung wurde auf die B-Seite eine Fassung von Petróleumlámpa gepresst, die mit englischem Text aufgenommen wurde und den Titel Petroleum Lantern trägt.
Eine weitere englischsprachige Fassung mit dem Titel Pearls in her Hair entstand etwa zwischen 1973 und 1977 und wurde von Peter Hauke produziert; sie erschien 1980 bei Bacillus Records in Westdeutschland auf dem Album Best Of Omega (Katalognummer BAC 2057).

## Musikalische Analyse
Gyöngyhajú lány ist 5 Minuten und 49 Sekunden lang und zeichnet sich durch einen repetitiven Ausbau und eine langsame Steigerung aus. Das Tempo beträgt 72bpm. Das Stück beginnt mit einem 29-sekündigen instrumentalen Intro, auf das ein 30 Sekunden langes Instrumental des Refrains folgt. Anschließend wechseln sich die ersten beiden Strophen jeweils mit dem Refrain ab, worauf ein Interlude mit Gitarrensolo gespielt wird. Nach dem Interlude folgen der Refrain und die dritte Strophe, wonach in rhythmischer Steigerung der Refrain bis zum Ende des Liedes gespielt wird.
Der Refrain hat eine kaum variierende Melodie, die pentatonisch aufgebaut ist. Sie wird hymnenartig mit Geigen, Keyboard und Schlagzeug gespielt. In den Strophen wird der Refrain in ruhiger, einfacher Form wiederholt, wobei er um einen einzigen Grundton oszilliert. Durch den vorstehend beschriebenen Aufbau kann das Stück dem Genre Space Rock zugeordnet werden.

## Textliche Analyse
In der ungarischen Originalfassung beginnt das lyrische Ich die erste Strophe des Liedes mit der Beschreibung einer „großen Katastrophe“. Die Sonne (nap) legt sich im Schoß (ölén) eines grünen Sees (zöld tó) schlafen. Die Menschen (embereknek) leiden unter der schmerzenden Dunkelheit (fájt a sötét).
Der Refrain beschreibt die Ankunft der Protagonistin der Geschichte, des Perlenhaarmädchens (Gyöngyhajú lány), bei den Menschen, das die Erde (föld) wieder grün und den Himmel (ég) wieder blau macht, wie es einst war (zöld meg kék, mint rég). Das wiederkehrende Motiv des Refrains ist die Frage des lyrischen Ichs, ob es sich dabei nur um einen Traum handele oder ob es doch wahr sein könnte (álmodtam, vagy igaz talán?).
Am darauffolgenden Sonnenaufgang (hajnal) geht das Perlenhaarmädchen heim, zurück hinter den blauen Berg (kék hegy). Ein kleiner blauer Elefant (kis kék elefánt) erzählt die Geschichte (mesét) des schönen Perlenhaars (szép gyöngyhaján); im Refrain wird nun erklärt, dass das Perlenhaarmädchen in einem tiefen Meer lebt (Mély tengerben él).
In der letzten Strophe richtet sich das lyrische Ich an den Zuhörer und sagt, dass ein kleiner Stern (egy kis csillag) zu ihm falle, wenn er sehr einsam (nagyon egyedül) sei. Die schneeweißen Perlen (hófehér gyöngyök) weisen dem lyrischen Ich darauffolgend den Weg (vezessenek). Im letzten Refrain beschreibt das lyrische Ich das Rufen des Perlenhaarmädchens (hív egy gyöngyhajú lány) und sagt, dass es zwischen Himmel und Erde (ég és föld között), hinter den Perlen (gyöngye mögött) auf uns [Menschen] warte (Ránk vár).

## Interpretation
Im 2016 erschienenen Werk Popular Music in Eastern Europe beschreiben Csatári und Jávorszky den Titel als „Liebeslied“ mit einer „einfachen und prägnanten Melodie“, dessen Text „romantisch und wie im Traum“ sei; gleichzeitig aber drücke Gyöngyhajú lány „zeitlose Gefühle“ aus. Stilistisch wird das Lied der Beatmusik zugeordnet, das den „Hippie-Zeitgeist der Ära perfekt traf“. Auch im Billboard wird die Musik von Omega als Beatmusik beschrieben. Andere Quellen ordnen die Musik von Omega, unter anderem Gyöngyhajú lány, dem Space Rock zu.

## Coverversionen
Gyöngyhajú lány beeinflusste die Werke vieler Künstler und wurde mehrfach als Grundlage für neue Stücke verwendet sowie auch vollständig gecovert. Insbesondere im Ostblock erschienen rasch zahlreiche Coverversionen. Eine der ersten deutschsprachigen Coverversionen war der Titel Nicht erinnern der Band Electra, der 1970 erschien. Besonders hervorzuheben sind die Titel Schreib es mir in den Sand von Frank Schöbel, White Dove der Scorpions und New Slaves von Kanye West. Weitere bekannte Coverversionen sind unter anderem das 1972 von Pavel Liška interpretierte Stoupám Údolím Výš (Supraphon 0 43 1238), das 1972 von Katty Line gesungene Chanson Viens Chercher L’Amour Au Soleil (Sonopresse ST 40008), Paleta von Markýz John sowie Růže pro Algernon von Aleš Brichta.
2023 veröffentlichte die Gruppierung Hundred Sins zusammen mit Miller Dávid ein Dubstep-Cover, das mit Erlaubnis von Presser entstand.

### Schreib es mir in den Sand
In der damaligen DDR entstand 1971 eine Coverversion, die der Schlagersänger Frank Schöbel einsang. Sie erschien unter dem Titel Schreib es mir in den Sand auf 7-Zoll-Schallplatte (Amiga 4 55 830). Im von Dieter Schneider geschriebenen Text wird – wie im Original – das Motiv des Perlenhaarmädchens aufgenommen. Später entstand auch eine Fassung von Schreib es mir in den Sand, die János Kóbor einsang; Schöbel und Kóbor traten ebenfalls gemeinsam mit Schreib es mir in den Sand auf. Eine Neuinterpretation dieser deutschsprachigen Coverversion, gesungen von der Sängerin Lary, entstand 2018 in Zusammenarbeit mit dem Rapper MoTrip.

### White Dove
1994 nahmen die Scorpions den Titel White Dove als Single auf und schrieben dafür einen neuen Text zur Melodie von Gyöngyhajú lány, das Lied wurde 1995 auf dem Album Live Bites veröffentlicht. Bei einem Benefizkonzert für Ruanda spielte die Band das Stück 1995 erstmals öffentlich. Es wurde im Frühjahr 1995 zu einem Top-20-Hit im deutschsprachigen Raum.

### New Slaves
2013 erschien auf dem Kanye-West-Album Yeezus der Titel New Slaves, der ab Minute 02:50 einen 85 Sekunden langen Ausschnitt von Gyöngyhajú lány und auch Teile des von Adamis geschriebenen Textes enthält. Nach Angaben des Musikmagazins PageSix erfuhr Presser davon Mitte Mai 2013, fünf Tage nach der Veröffentlichung. Mit ihm hatte West keinen Lizenzvertrag über die kommerzielle Nutzung abgeschlossen, weshalb die Anwälte von Wests Plattenproduzenten, Sony/ATV Music Publishing LLC, Presser kurz darauf kontaktierten und versuchten, gegen eine Zahlung von 10.000 USD die Vergabe einer Lizenz zu erreichen. Presser lehnte ab und strengte im Mai 2016 beim Bezirksgericht Manhattan ein Verfahren wegen Urheberrechtsverletzung gegen Kanye West an; die Schadenssumme wurde dabei auf 2,5 Mio. USD beziffert. Auch die Texterin Adamis trat als Klägerin auf, sie zog die Klage gegen West jedoch zurück. Im März 2017 wurde bekannt, dass Presser und West sich außergerichtlich im Urheberrechtsstreit einigten; über die Details der Einigung äußerten sich die Parteien nicht. West soll bis 2017 rund 500.000 Tonträger von New Slaves abgesetzt und mit der Konzerttournee zum Album Yeezus 35 Mio. USD umgesetzt haben.
Nach Paku (2019) bestehe die Möglichkeit, dass der Fall von der Partei West rechtlich so eingeschätzt wurde, dass Gyöngyhajú lány nicht unter den Schutz des nordamerikanischen Bundesurheberrechtsgesetzes von 1909 hätte fallen können, weil dieses Gesetz keine Tonaufnahmen schütze und das Bundesurheberrechtsgesetz von 1976, das auch Tonaufnahmen schützt, nicht rückwirkend gelte. Aufgrund der Unterzeichnung eines Freihandelsabkommens mit den USA 1993 gilt für Werke ungarischer Komponisten jedoch rückwirkend urheberrechtlicher Schutz auf nordamerikanischer Bundesebene, womit die Nutzung des Werkes durch West als Urheberrechtsverletzung zu bewerten sei – Fair Use, die Verwendung als Zitat oder der Charakter eines eigenen Werkes seien nicht zu erkennen. Nach Pakus Meinung wäre West schuldig gesprochen worden, wäre es nicht zur außergerichtlichen Einigung gekommen.

## Preise und Auszeichnungen
- 1970: Sonderpreis beim Yamaha Festival in Tokio für Pearls in her Hair[28]
- 1977: Lyrikerpreis beim American Song Festival[28]

## Versionen und Coverversionen
- Omega: Gyöngyhajú lány, digitalisierte Albumfassung von 10000 lépés, 1969 (Katalognummer SLPX 17400), 5:49 min, auf YouTube
- Omega: Pearls In Her Hair, 5:23 min, auf YouTube
- Omega: Perlen im Haar, 4:23 min, auf YouTube
- Frank Schöbel: Schreib es mir in den Sand, 5:34 min, auf YouTube
- Omega: Schreib es mir in den Sand, 2:59 min, auf YouTube
- Markýz John: Paleta, 4:03 min, auf YouTube
- Scorpions: White Dove, 4:20 min, auf YouTube
- Kanye West: New Slaves, 4:16 min, auf YouTube
- Pavel Liška: Stoupám Údolím Vyš, 5:02 min, auf YouTube